# 155 Scila
155 Scila (mednarodno ime 155 Scylla) je asteroid v glavnem asteroidnem pasu. Kaže značilnosti treh tipov asteroidov (tipa X, tipa F in tipa C).

## Odkritje
Asteroid je odkril avstrijski astronom Johann Palisa (1848 – 1925) 8. novembra 1875 .
Poimenovan je po pošasti Scili iz grške mitologije.

## Lastnosti
Asteroid Scila obkroži Sonce v 4,58 letih. Njegova tirnica ima izsrednost 0,277, nagnjena pa je za 11,390° proti ekliptiki. Njegov premer je 39,9 km, okoli svoje osi se zavrti v 7,958 h.